# Liste der Landschaftsschutzgebiete in Pforzheim
Im Stadtkreis Pforzheim gibt es zwei Landschaftsschutzgebiete. Nach der Schutzgebietsstatistik der Landesanstalt für Umwelt, Messungen und Naturschutz Baden-Württemberg (LUBW) stehen 5.715,73 Hektar der Fläche des Stadtgebiets unter Landschaftsschutz, das sind 58,33 Prozent.
| Name                                                 | Bild | Kennung               | Einzelheiten | Position | Fläche Hektar | Datum         |
| ---------------------------------------------------- | ---- | --------------------- | --- | -------- | ------------- | ------------- |
| Landschaftsschutzgebiet für den Stadtkreis Pforzheim |      | 2.31.001 WDPA: 322427 | Pforzheim Die natürliche Eigenart und Schönheit, der Erholungswert und die ökologische Funktion von Natur und Landschaft im Verdichtungsraum Pforzheim soll erhalten werden. | ⊙        | 5.790,9       | 12. Juli 2004 |
| Unteres Würmtal                                      |      | 2.31.003 WDPA: 325359 | Pforzheim Ökologisch notwendiger Ergänzungsraum für das gleichnamige NSG. | ⊙        | 5,7           | 17. Aug. 1995 |
| Legende für Landschaftsschutzgebiet                  |      |                       | |          |               |               |